# Doble sostenido

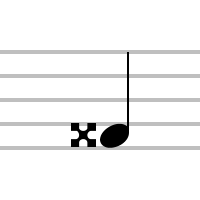
Figura 1. Doble sostenido.

El doble sostenido (), en el ámbito de la notación musical, es un signo conocido como alteración que afecta a la altura de una nota aumentando ésta en dos semitonos, es decir, un tono entero. Aparece representado en las partituras a través de este símbolo ().
El carácter Unicode &#119082; (U+1D12A) representa el signo de doble sostenido. Aunque puede no estar disponible correctamente en todas las fuentes.

## Usos y efectos
Se utiliza cuando el compositor necesita subir aún más una nota ya elevada por los sostenidos de la armadura de clave. También se utiliza al transportar melodías de tono de tal forma que encajen las alteraciones accidentales.
Por ejemplo si la armadura de clave es de sol mayor, que tiene un solo sostenido ubicado en el fa, el compositor necesita alterar el fa sostenido, el cual por definición ya está alterado. Entonces el compositor agrega un doble sostenido inmediatamente a la izquierda del fa. El ejecutante al ver esa nota debe tocar un sol natural.

### Como alteración accidental
El doble sostenido accidental altera la nota musical antes de la que va escrito, así como todas las notas del mismo nombre y altura que haya en el compás donde se encuentra. Es decir, que afecta a todos los sonidos iguales que haya a la derecha del doble sostenido hasta la siguiente barra de compás. Las alteraciones accidentales no afectan a la misma nota de una octava diferente, salvo que venga indicado en la armadura de clave.
Por ejemplo, si se pone un sostenido a la izquierda de un re, se debe ejecutar un re sostenido. Sin embargo, si se coloca un doble sostenido a la izquierda de un re, se debe ejecutar un mi.
Si esa misma nota debe llevar de nuevo un doble sostenido más allá de la barra de compás, dicha alteración se debe repetir en cada nuevo compás que sea necesario.
Este tipo de alteraciones no se repite para notas repetidas a menos que intervengan una o más alturas o silencios diferentes. Tampoco se repiten en notas ligadas a menos que la ligadura pase de una línea a otra o de una página a otra.

### Enarmonías
Por medio del doble sostenido se pueden obtener enarmonías de algunas notas. Las únicas enarmonías que no se pueden conseguir usando dobles sostenidos y dobles bemoles son el sol sostenido y el la bemol.

## Historia
En la Edad Media este símbolo se utilizaba como un simple sostenido, ya que el doble sostenido no existía. Ya en el Renacimiento dejó de significar un sostenido, aunque a veces se ponían tanto dos ♯ como dos  para dibujar el doble sostenido.
Cuando se estandarizaron los símbolos en el siglo XVII, se representaba un ♯ como un sostenido y un doble sostenido como ♯♯ ya que el doble sostenido  se consideraba una forma ruda de alterar la nota y se podría confundir con una tachadura. Hasta aproximadamente finales de siglo XVII se utilizaban dos ♯ para denotar un doble sostenido, pero el doble sostenido () fue paulatinamente entrando con compositores de la talla de Pachelbel, Bach o Telemann. Posteriormente fue ampliamente usado en tonalidades con muchos sostenidos.
Al igual que el doble becuadro, cabe advertir que tanto los sostenidos dobles, como los bemoles dobles, ambos resultan irrelevantes en su uso moderno por ilógicos. Sin embargo, continúan siendo empleados en armonía así como en un gran número de composiciones.